# 天主教拉塔昆加教區
天主教拉塔昆加教區（拉丁語：Dioecesis Latacungensis）是厄瓜多爾一個羅馬天主教教區，屬基多總教區。
教區成立於1963年12月5日，位於科托帕希省。2004年有教友300,000人（佔轄區總人口85.5%）、四十個堂區、五十八名司鐸。現任教區主教為若瑟·維多利亞諾·納蘭霍·托瓦爾。